# エリオ・デ・アンジェリス
エリオ・デ・アンジェリス（Elio de Angelis、1958年3月26日 - 1986年5月15日）はイタリア・ローマ出身のレーシング・ドライバー。

## 人物紹介
天才肌タイプのドライバーとされる。ロータスに縁が深く、歴代のロータス・ドライバーの中で、最も長くチームに在籍していた。またデ・アンジェリスのF1初優勝は、ロータスにとってコーリン・チャップマン存命中の最後の勝利でもあった。
大のマシンテスト嫌いだったと言われている。
後述するようにピアノを嗜んでいたことや、貴族の末裔という家柄もあり、「『F1は貴族のスポーツ』という雰囲気を醸し出した最後のドライバー」、「F1最後の紳士」、「古き良き時代を象徴する最後のドライバー」等と表現されることもあった。

## 経歴
貴族の家系の出身。父のジュリオ・デ・アンジェリスは、ローマでセメント会社などを営む富豪であり、パワーボートの選手としても活躍していた。このような環境の下、幼少の頃からレースの才能を磨いていった。
1977年、18歳でイタリアF3・ヨーロッパF3に参戦。イタリアF3では4勝を挙げ初年度でチャンピオンに輝き、ヨーロッパF3でも1勝・3PPを記録（ランキング7位）。1978年は、ヨーロッパF2・イギリスF3に参戦。前者は最高位3位でランキング14位、後者は1勝を記録してランキング11位となった。

### F1

#### シャドウ時代
1979年
20歳でシャドウよりF1デビュー、チームメイトは同じくこの年にF1デビューしたヤン・ラマースだった。マシンの競争力の低さに苦しみ予選落ちも喫すなど、ラマース共々苦戦を強いられたが最終戦アメリカ東GPで4位入賞の結果を残し、翌年からの名門ロータス移籍が決まった。

#### ロータス時代
1980年
ロータスに移籍し、1978年のワールドチャンピオン・マリオ・アンドレッティと組むことになった。第2戦ブラジルGPにて21歳306日で2位表彰台を獲得、当時のF1最年少優勝記録（ブルース・マクラーレンの22歳104日）を破るのではないかと注目を集めたが、結局この年の表彰台登壇は1度に留まった。しかし、計4度の6位以内入賞（2位1回・4位2回・6位1回）で13ポイントを獲得（ランキング7位）、この年1ポイントしか獲得出来なかったアンドレッティを圧倒した。
1981年

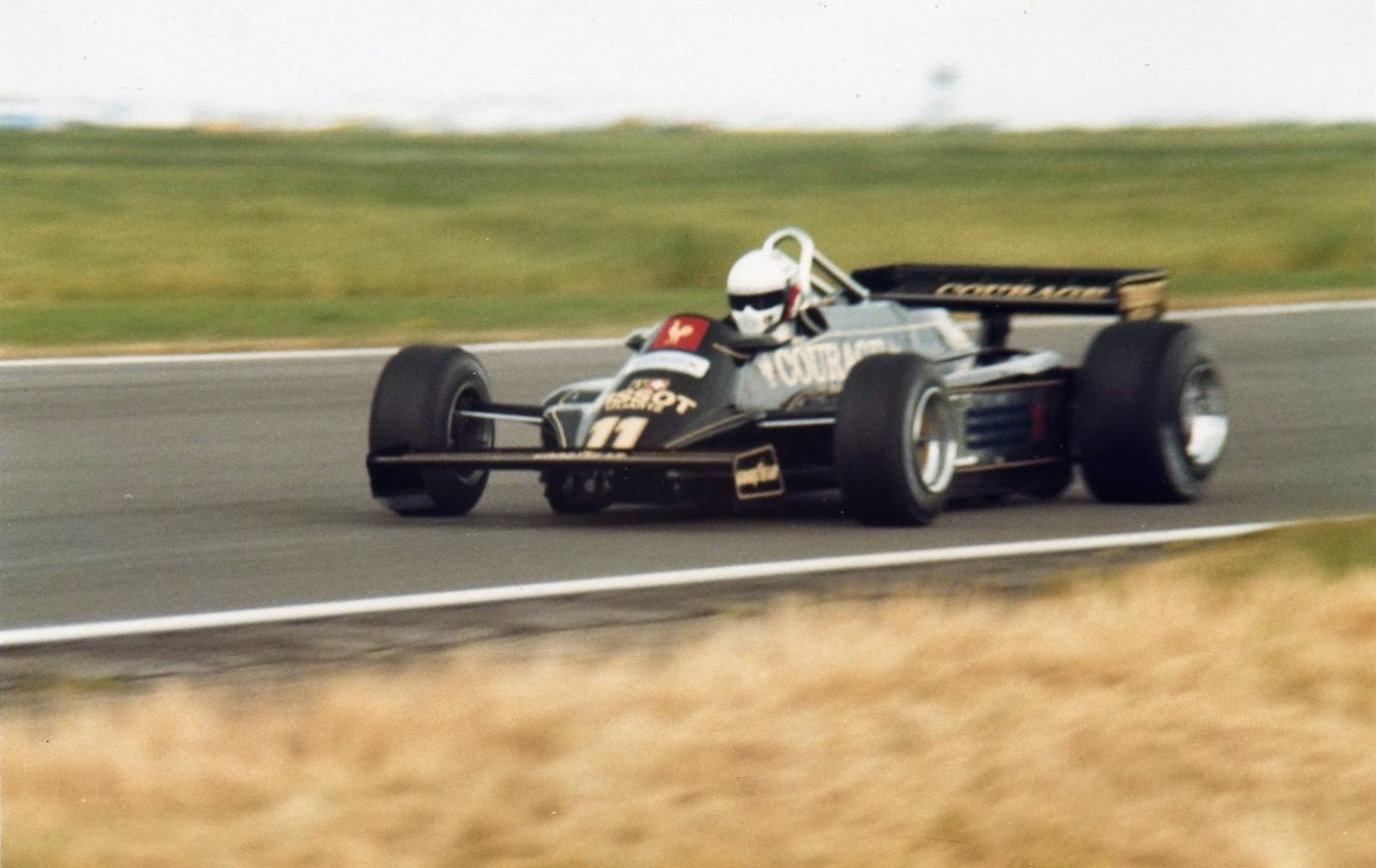
1981年イギリスグランプリでのデ・アンジェリス

前年の活躍により、ロータスのエースドライバーに昇格。入賞8回を記録したが、この年の最高位は4位で表彰台に登ることはなかった（ランキング8位）。また新チームメイトのナイジェル・マンセルに対し、獲得ポイントでは上回ったが、最高位は予選・決勝共に下回った。
1982年
第13戦オーストリアGPでケケ・ロズベルグとのバトルを0.05秒差で制し、F1初優勝を挙げる。表彰台はこの優勝時のみであったが、計7回の入賞を記録しランキング9位、総ポイントや入賞回数でマンセルを圧倒した。
1983年
入賞が5位1回と苦しいシーズンとなり（ランキング17位）、総ポイント・最高位・入賞回数共にマンセルを下回った。しかし第13戦ヨーロッパGPで初PPを獲得している。
1984年
この年はマクラーレン・TAGポルシェが年間12勝と席巻したシーズンだったが、デ・アンジェリスは予選で1PPを含めた4回のフロントロー、決勝で7戦連続を含めた11回の入賞（うち表彰台4回）、開幕戦から10戦連続完走とコンスタントに好成績を残した。リタイヤはわずか4回で、入賞回数と完走率ではマクラーレン勢を上回り、全ドライバー中1位となるなど上位陣の常連となり、ドライバーズ・ランクでもマクラーレン勢のニキ・ラウダ、アラン・プロストに次ぐ、自身のF1キャリアでベストとなる年間ランキング総合3位を獲得した。
1985年

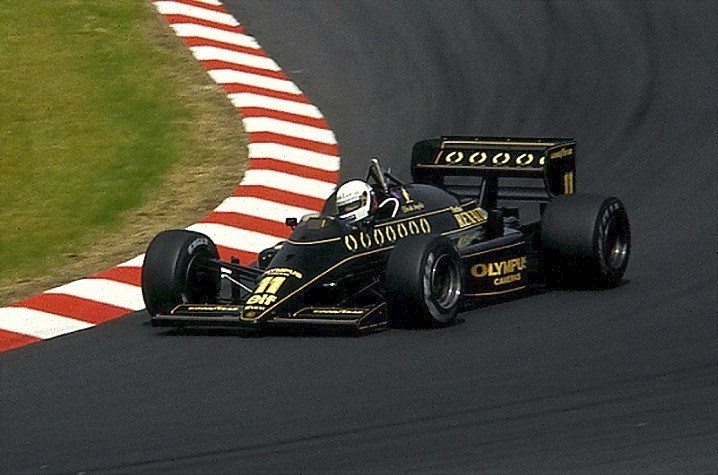
ロータス時代のデ・アンジェリス（写真は1985年ドイツグランプリ）

第3戦サンマリノGPにて、アラン・プロスト失格による繰り上がりながら自身2勝目を記録。これを含めて開幕から7戦連続で入賞するなど（最終的な入賞は11回）着実にポイントを積み重ね、最終的にはランキング5位を獲得する。
この年のロータスには4年間に渡ってコンビを組んだマンセルに代わり、F1デビュー2年目の若手アイルトン・セナが加入。シーズン当初エースはデ・アンジェリスであり、序盤リタイヤの多かったセナに対し、安定してポイントを積み重ねて第9戦西ドイツGP終了時点で17ポイントリードしていた。しかし予選の速さではセナの後塵を拝し（予選成績はアンジェリスの3勝13敗）、また第10戦オーストリアGP以降のセナは決勝レースにおいても5連続表彰台と安定して好結果を残した為、最終的には5ポイント差で敗れている（セナのランキングは4位）。チームマネージャーのピーター・ウォーは次第にセナをNo.1ドライバーとする運営に傾いていったとされ、デ・アンジェリスはこの年を最後に6年間所属したロータスからブラバムへ移籍することとなった。

#### ブラバム時代
1986年
1986年のブラバムのマシン「BT55」は、ゴードン・マレーのアイディアによって車高を極限まで低くした特殊な形状だった。安定性を高めることを狙った結果だったが、BMWのターボエンジンを傾けて搭載し、ホイールベースを極端に長くせざるを得なくなる等、様々な面で支障をきたし、かえって安定性は低下。扱いにくいシャシー特性だった上にマシントラブルも続出し、デ・アンジェリスは第4戦モナコGP終了時点でノーポイントだった。
これらの状況を打開すべく、チームはモナコGPから3日後の5月14日に、フランスのポール・リカール・サーキットでの合同マシンテストに参加。しかしその最中に、高速S字カーブを走行中にリアウイングが突如脱落し、クラッシュ。大きな事故であったにもかかわらず、この事故で受けた怪我自体は致命傷にはならなかったとの説もあったが、コクピットからの救出に時間が掛かった。この遅れにより出火したマシンに長時間取り残された為に、窒息し酸欠状態となってしまう。クラッシュの現場には同テストに参加していたマンセル、プロスト、アラン・ジョーンズも救出を手伝おうと駆けつけていた。この日の走行はプライベート・テストだったので、安全装置は非常に貧弱で、メカニックでさえ耐火性なしの服やショートパンツ姿の徒歩で現場に到着していたほか、消防士は到着が遅れ、ブラバムの車体を回転させてデ・アンジェリスをようやくコクピットから引き出すことができたが、搬送するためのヘリコプターが登場するまでにはさらに30分が掛かった。
病院に搬送後検査の結果、頭蓋骨に骨折が認められ、胸部の負傷、複数の内臓障害が確認された。昏睡状態が続いたまま脳死状態となり、回復することなく翌15日に死亡した。28歳没。
葬儀はローマにて行われ、2万人の参列者が別れを告げたと言われている。この事故を契機として、テスト実施時においてもグランプリ開催時と同等の安全対策、マーシャルの配置がされるようになった。この事故の後、F1では1994年第3戦サンマリノGPを迎えるまで死亡事故が発生しなかった。

## エピソード
- ピアノ演奏が得意だったことでも知られ、その腕前は上級者だったという。1982年のFISA・FOCA紛争の最中、それに対するべくドライバー達が集まった際、雰囲気が悪く言い争う皆を諫めるように皆の前で演奏を披露したこともある。

- 喫煙や飲酒を普通にしていた。あるパーティの席上でタバコを吸いながら酒を飲むデ・アンジェリスを見たF1界の知人がその事を指摘したが、「君、人生にはこんな楽しいことだってあるんだよ」と笑って反論したという。

- 新人だった頃、好結果が出始めるとイタリア人ドライバーだった事もあり、「将来的にはフェラーリに行くのではないか」と言われていた。事実エンツォ・フェラーリはデ・アンジェリスを気にかけており、エンツォの計らいにより1978年オフにフィオラノでフェラーリ・312T3をテストドライブする機会も与えられた。しかしこの時にエンツォの勘気[5]を蒙ってしまい、フェラーリ入りが立ち消えてしまった。後にデ・アンジェリスは、この時の事をかなり後悔したという。

- ロータス時代後期は、チームマネージャーのピーター・ウォーによるマネージメントの細かな失敗からチームメイトのマンセルと微妙な関係になった。そんな状況下でも1985年、ウィリアムズに移籍したマンセルがフランスGPの予選中にクラッシュし病院へ搬送されたとき、そのマンセルの安否を気遣い病院へ最初に電話をかけてきたF1関係者はデ・アンジェリスだった。この経緯もあり1986年5月の事故の後マンセルは「彼は友人だった」と元チームメイトのエリオに対し哀悼の言葉を述べた。

- マンセルは「エリオは本物の紳士だった。最初は色々問題があったが後には友人になった」と述懐している。また、セナは後年にマクラーレンでゲルハルト・ベルガーと組んだ際、「チームメイトとこんなに良好な関係を築けたのはエリオ以来」と語っている。

- アラン・プロストとはお互いにカートレースに参戦していた1974年以来の友人だった。デ・アンジェリスが落命したポール・リカールテストも参加していたプロストは、「エリオは誠実な人だった。彼の死は、見ていなければ受け入れられたのかもしれない。でも僕はあの日、直後に現場へ駆け付けた1人だった。もう少し早くコクピットから出してあげることが出来たら、助かったかもしれなかったと今でも思ってしまう。そういう疑問が沸き上がってくるとつらいよ。」とショックを受けた心境を吐露している[6]。

- 妹のファビアーナは自身の死後、レーサーのロス・チーバーと結婚したが、後に離婚している。

- ジャン・アレジは少年時代からデ・アンジェリスを尊敬しており、ヘルメットのカラーデザインはデ・アンジェリスのものをベースにし、サイドの赤黒ラインを継承して愛用し続けた。そしてアレジの息子ジュリアーノがレース活動をスタートさせると、やはり赤黒の二色ラインは引き継がれた[7]。

## レース成績

### イタリア・フォーミュラ3選手権
| 年     | チーム                           | シャシ     | エンジン    | 優勝 | 表彰台 | PP | FL | 順位 | ポイント |
| ------ | -------------------------------- | ---------- | ----------- | ---- | ------ | -- | -- | ---- | -------- |
| 1977年 | トリベラート・レーシング・チーム | シェブロン | トヨタ 2T-G | 3    | 4      | 2  | 3  | 1位  | 48       |

### ヨーロッパ・フォーミュラ3選手権
| 年     | チーム       | シャシー       | エンジン    | 1      | 2      | 3     | 4      | 5     | 6     | 7       | 8     | 9       | 10  | 11  | 12  | 13  | 14    | Pos. | Pts |
| ------ | ------------ | -------------- | ----------- | ------ | ------ | ----- | ------ | ----- | ----- | ------- | ----- | ------- | --- | --- | --- | --- | ----- | ---- | --- |
| 1977年 | トリベラート | シェブロン B38 | トヨタ 2T-G | LEC 10 | NÜR 16 | ZAN 9 | ZOL 15 | ÖST 4 | IMO 4 | PER DNQ | MNZ 1 | CET Ret | KNU | KAS | DON | JAR | VLL 4 | 7位  | 18  |

### ヨーロッパ・フォーミュラ2選手権
| 年     | エントラント             | シャーシ       | エンジン        | 1       | 2       | 3      | 4   | 5      | 6      | 7       | 8       | 9      | 10      | 11    | 12      | 13     | 順位 | ポイント |
| ------ | ------------------------ | -------------- | --------------- | ------- | ------- | ------ | --- | ------ | ------ | ------- | ------- | ------ | ------- | ----- | ------- | ------ | ---- | -------- |
| 1977年 | スクーデリア・エベレスト | ラルト RT1     | フェラーリ Dino | SIL     | THR     | HOC    | NÜR | VLL    | PAU    | MUG     | ROU     | NOG    | PER     | MIS 8 | EST Ret |        | NC   | 0        |
| 1977年 | スクーデリア・エベレスト | シェブロン B40 | フェラーリ Dino |         |         |        |     |        |        |         |         |        |         |       |         | DON 10 | NC   | 0        |
| 1978年 | スクーデリア・エベレスト | シェブロン B42 | フェラーリ Dino | THR Ret | HOC Ret | NÜR 10 | PAU | MUG 14 | VLL 10 | ROU Ret |         |        |         |       |         |        | 14位 | 4        |
| 1978年 | スクーデリア・エベレスト | シェブロン B42 | ハート          |         |         |        |     |        |        |         | DON Ret | NOG 12 | PER Ret | MIS 3 | HOC DNS |        | 14位 | 4        |

### F1での年度別成績
| 年     | 所属チーム | No. | ランキング | 獲得ポイント | 決勝最高位・回数 | 表彰台 | 予選最高位・回数 |
| ------ | ---------- | --- | ---------- | ------------ | ---------------- | ------ | ---------------- |
| 1979年 | シャドウ   | 18  | 15位       | 3            | 4位・1回         | 0回    | 12位・1回        |
| 1980年 | ロータス   | 12  | 7位        | 13           | 2位・1回         | 1回    | 4位・1回         |
| 1981年 | ロータス   | 11  | 8位        | 14           | 4位・1回         | 0回    | 6位・1回         |
| 1982年 | ロータス   | 11  | 9位        | 23           | 1位・1回         | 1回    | 7位・2回         |
| 1983年 | ロータス   | 11  | 17位       | 2            | 5位・1回         | 0回    | 1位・1回         |
| 1984年 | ロータス   | 11  | 3位        | 34           | 2位・1回         | 4回    | 1位・1回         |
| 1985年 | ロータス   | 11  | 5位        | 33           | 1位・1回         | 3回    | 1位・1回         |
| 1986年 | ブラバム   | 8   | 25位       | 0            | 8位・1回         | 0回    | 14位・1回        |

| 年     | 所属チーム | シャシー | 1       | 2       | 3       | 4       | 5       | 6       | 7       | 8       | 9       | 10      | 11      | 12      | 13      | 14      | 15      | 16      | WDC       | ポイント |
| ------ | ---------- | -------- | ------- | ------- | ------- | ------- | ------- | ------- | ------- | ------- | ------- | ------- | ------- | ------- | ------- | ------- | ------- | ------- | --------- | -------- |
| 1979年 | シャドウ   | DN9      | ARG 7   | BRA 12  | RSA Ret | USW 7   | ESP Ret | BEL Ret | MON DNQ | FRA 16  | GBR 12  | GER 11  | AUT Ret | NED Ret | ITA Ret | CAN Ret | USA 4   |         | 15位      | 3        |
| 1980年 | ロータス   | 81       | ARG Ret | BRA 2   | RSA Ret | USW Ret | BEL 10  | MON 9   | FRA Ret | GBR Ret | GER 16  | AUT 6   | NED Ret | ITA 4   | CAN 10  | USA 4   |         |         | 7位       | 13       |
| 1981年 | ロータス   | 81       | USW Ret | BRA 5   | ARG 6   | SMR WD  | BEL 5   |         |         |         |         |         |         |         |         |         |         |         | 8位       | 14       |
| 1981年 | ロータス   | 87       |         |         |         |         |         | MON Ret | ESP 5   | FRA 6   | GBR DSQ | GER 7   | AUT 7   | NED 5   | ITA 4   | CAN 6   | CPL Ret |         | 8位       | 14       |
| 1982年 | ロータス   | 87B      | RSA 8   |         |         |         |         |         |         |         |         |         |         |         |         |         |         |         | 9位       | 23       |
| 1982年 | ロータス   | 91       |         | BRA Ret | USW 5   | SMR     | BEL 4   | MON 5   | DET Ret | CAN 4   | NED Ret | GBR 4   | FRA Ret | GER Ret | AUT 1   | SUI 6   | ITA Ret | CPL Ret | 9位       | 23       |
| 1983年 | ロータス   | 91       | BRA DSQ |         |         |         |         |         |         |         |         |         |         |         |         |         |         |         | 17位      | 2        |
| 1983年 | ロータス   | 93T      |         | USW Ret | FRA Ret | SMR Ret | MON Ret | BEL 9   | DET Ret | CAN Ret |         |         |         |         |         |         |         |         | 17位      | 2        |
| 1983年 | ロータス   | 94T      |         |         |         |         |         |         |         |         | GBR Ret | GER Ret | AUT Ret | NED Ret | ITA 5   | EUR Ret | RSA Ret |         | 17位      | 2        |
| 1984年 | ロータス   | 95T      | BRA 3   | RSA 7   | BEL 5   | SMR 3   | FRA 5   | MON 5‡  | CAN 4   | DET 2   | DAL 3   | GBR 4   | GER Ret | AUT Ret | NED 4   | ITA Ret | EUR Ret | POR 5   | 3位       | 34       |
| 1985年 | ロータス   | 97T      | BRA 3   | POR 4   | SMR 1   | MON 3   | CAN 5   | DET 5   | FRA 5   | GBR NC  | GER Ret | AUT 5   | NED 5   | ITA 6   | BEL Ret | EUR 5   | RSA Ret | AUS DSQ | 5位       | 33       |
| 1986年 | ブラバム   | BT55     | BRA 8   | ESP Ret | SMR Ret | MON Ret | BEL     | CAN     | DET     | FRA     | GBR     | GER     | HUN     | AUT     | ITA     | POR     | MEX     | AUS     | NC (25位) | 0        |

- 太字はポールポジション、斜字はファステストラップ。(key)
- ‡ 印はハーフポイント。レース周回数が75%未満で終了したため、獲得ポイントは半分となる。

### BMW・M1・プロカー・チャンピオンシップ
| 年     | チーム        | 1     | 2   | 3   | 4       | 5       | 6   | 7       | 8   | 順位 | ポイント |
| ------ | ------------- | ----- | --- | --- | ------- | ------- | --- | ------- | --- | ---- | -------- |
| 1979年 | BMW・イタリア | ZOL 1 | MCO | DIJ | SIL Ret | HOC Ret | ÖST | ZAN Ret | MNZ | 13位 | 20       |

- 太字はポールポジション、斜字はファステストラップ。(key)